# 1407
| [ Edytuj tabelę ]                          | |
| Król Polski                                | - 1386 Władysław II Jagiełło 1434                                                                                                |
| Współksiążęta Andory                       | - 1396 Galcerà de Vilanova 1415 - 1398 Izabela 1412 - 1398 Archibald 1412                                                        |
| Król Anglii                                | - 1399 Henryk IV 1413 |
| Król Aragonii i Walencji, hrabia Barcelony | - 1396 Marcin I Ludzki 1410 |
| Władca Azteków                             | - 1395 Huitzilíhuitl 1417 |
| Elektor Brandenburgii                      | - 1388 Jodok z Moraw 1411 |
| Książę Bawarii-Ingolstadt                  | - 1375 Stefan III 1413 |
| Książę Bawarii-Landshut                    | - 1393 Henryk XVI Bogaty 1450 |
| Książę Bawarii-Monachium                   | - 1397 Ernest 1438 |
| Książę Burgundii                           | - 1404 Jan bez Trwogi 1419 |
| Cesarz Bizancjum                           | - 1391 Manuel II Paleolog 1425                                                                                                   |
| Sułtan Brunei                              | - 1405 Muhammad 1415 |
| Cesarz Chin                                | - 1402 Yongle 1424 |
| Król Cypru                                 | - 1398 Janusz 1432 |
| Król Czech                                 | - 1378 Wacław IV Luksemburski 1419                                                                                               |
| Król Danii                                 | - 1387 Małgorzata I 1412 - 1396 Eryk Pomorski 1439                                                                               |
| Dalajlama                                  | - 1391 Gendun Drup 1474 |
| Władca Egiptu                              | - 1405 An-Nasir Faradż 1412 |
| Cesarz Etiopii                             | - 1382 Dawid I 1413 |
| Król Francji                               | - 1380 Karol VI 1422 |
| Król Gruzji                                | - 1393 Jerzy VII 1407 - 1407 Konstantyn I 1412                                                                                   |
| Hrabia Holandii                            | - 1404 Wilhelm VI 1417 |
| Cesarz Japonii                             | - 1392 Go-Komatsu 1412 |
| Kalif                                      | - 1406 Al-Musta’in 1414 |
| Król Kastylii i Leónu                      | - 1406 Jan II Kastylijski 1454                                                                                                   |
| Patriarcha Konstantynopola                 | - 1397 Mateusz I 1410 |
| Władca Korei                               | - 1400 Taejong 1418 |
| Najwyższy książę litewski                  | - 1401 Jagiełło 1434 |
| Wielki książę litewski                     | - 1392 Witold 1430 |
| Cesarz Majapahitu                          | - 1389 Wikramawardhana 1429 |
| Sułtan Maroka                              | - 1398 Usman III 1421 |
| Książę Mediolanu                           | - 1402 Giovanni Maria 1412 |
| Wielki książę moskiewski                   | - 1389 Wasyl I 1425 |
| Król Nawarry                               | - 1387 Karol III Szlachetny 1425                                                                                                 |
| Król Norwegii                              | - 1387 Małgorzata I 1412 - 1396 Eryk Pomorski 1442                                                                               |
| Sułtan Omanu                               | - 1406 Machzum ibn al-Fallah 1435                                                                                                |
| Elektor Palatynatu                         | - 1398 Ruprecht III 1410 |
| Papież awinioński                          | - 1394 Benedykt XIII 1417 |
| Papież                                     | - 1406 Grzegorz XII 1415 |
| Król Portugalii                            | - 1385 Jan I 1433 |
| Cesarz Rzymski (niemiecki)                 | - 1400 Ruprecht z Palatynatu 1410                                                                                                |
| Kapitanowie Regenci San Marino             | - 1407 Gozio di Mucciolino Giovanni di Cecco di Alessandro 1407 - 1407 Paolino di Giovanni di Bianco Michelino di Paoluccio 1407 |
| Despota Serbii                             | - 1402 Stefan IV Lazarević 1427                                                                                                  |
| Elektor Saksonii                           | - 1388 Rudolf III Saski 1419 |
| Król Szkocji                               | - 1406 Jakub I 1437 |
| Król Szwecji                               | - 1389 Małgorzata 1412 - 1396 Eryk XIII Pomorski 1439                                                                            |
| Król Tajlandii                             | - 1395 Ramracha Thirat 1409 |
| Sułtan Turków                              | - 1402 bezkrólewie 1413 |
| Doża Wenecji                               | - 1400 Michele Steno 1413 |
| Król Węgier                                | - 1387 Zygmunt Luksemburski 1437                                                                                                 |
| Cesarz Wietnamu                            | - 1401 Hồ Hán Thương 1407 - 1407 Giản Định Đế 1409                                                                               |
| Wielki mistrz zakonu krzyżackiego          | - 1393 Konrad von Jungingen 1407 - 1407 Ulrich von Jungingen 1410                                                                |

Rok 1407 / MCDVII
stulecia: XIV wiek ~
XV wiek ~
XVI wiek

lata: 1397 «
1402 «
1403 «
1404 «
1405 «
1406 «
1407
» 1408
» 1409
» 1410
» 1411
» 1412
» 1417

## Wydarzenia w Polsce
- 16 października – w Piotrkowie odbył się sejm[1].
- 7 listopada – w Żorach zawarto rozejm kończący konflikt pomiędzy księciem cieszyńskim Przemysławem I Noszakiem, a księciem opawskim Janem II Żelaznym.

- Została sprzedana książęca wieś Garwolin.
- Kraków stał się widownią zajść antyżydowskich.
- Zagórów otrzymał prawa miejskie.

## Wydarzenia na świecie
- 23 kwietnia – król Neapolu Władysław I ożenił się po raz trzeci, z hrabiną Lecce Marią d’Enghien.
- 26 czerwca – Ulrich von Jungingen został wielkim mistrzem zakonu krzyżackiego.
- 23 listopada – książę Ludwik Orleański został zamordowany w Paryżu na polecenie swego rywala, księcia Burgundii Jana bez Trwogi.
- Jan bez Trwogi, książę Burgundii, podpisał traktat z Anglią.

## Urodzili się
- Jakub z Ulm, niemiecki dominikanin, błogosławiony katolicki (zm. 1491)
- Shinkei, japoński poeta, mnich buddyjski

## Zmarli
- 7 lutego – Jakub Plichta, biskup wileński, franciszkanin
- 30 marca - Konrad von Jungingen, wielki mistrz zakonu krzyżackiego (ur. 1355)
- 23 listopada – Ludwik Orleański, książę Orleanu, brat Karola Szalonego (ur. 1372)
- data dzienna nieznana:
  - Bartłomiej z Jasła, filozof i teolog, prof. uniwersytetów w Pradze i Krakowie, reformator Akademii Krakowskiej (ur. ?)
  - Bogdan, hospodar Mołdawii w latach 1400-1407 z rodu Muszatowiczów, koregent swego brata Aleksandra Dobrego (ur. ?)